# Jakob Blåbjerg
Jakob Blåbjerg Mathiasen (født 11. januar 1995) er en dansk tidligere fodboldspiller, der senest spillede for Vendsyssel FF, hvortil han var udlejet fra AaB.

## Karriere
Jakob Blåbjerg spillede i Vejgaard Boldspilklub, indtil han som U/13-spiller skiftede til samarbejdsklubben AaB.

### AaB
Han fik sin debut i kampen mod Silkeborg IF, efter at henholdsvis Rasmus Thelander og Thomas Augustinussen sad ude med skader, Kenneth Emil Petersen havde karantæne, og Lasse Nielsen blev skadet under opvarmningen. De var ukampdygtige, og derfor fik Jakob Blåbjerg chancen i midterforsvaret. Jakob Blåbjerg debuterede sammen med den ligeledes debuterende spiller, Kasper Pedersen.
Han blev den 2. september 2019 udlejet til Vendsyssel F.F., der spillede i 1. division, for resten af 2018-19-sæsonen. Kontrakten med AaB havde herefter sit udløb. I juli 2020 blev det offentliggjort, at han stoppede karrieren i en alder af 25 år.